# 盧德明
盧德明（英語：Lo Tak-ming，1988年—），前香港沙田區議會水泉澳選區議員。前傘後組職沙田新幹線成員及新民主同盟幫助會員。

## 參與選舉
2019年香港區議會選舉，乙明選區丘文俊派出盧德明於水泉澳邨入伙時落區服務，對付資源充足的建制派。選舉除鄧盧二人外，更有雷奕芳順利入閘，結果由盧以3,101票多於鄧家彪的3,069票當選。
| 政党   | 政党             | 候选人    | 票数  | %    | ±      |
| ------ | ---------------- | --------- | ----- | ---- | ------ |
|        | 工聯會（民建聯） | ①. 鄧家彪 | 3,069 | 49.6 | 不適用 |
|        | 無黨派           | ②. 雷奕芳 | 14    | 0.2  | 不適用 |
|        | 沙田區政         | ③. 盧德明 | 3,101 | 50.1 | 不適用 |
| 多数票 | 多数票           | 多数票    | 32    | 0.5  | 不適用 |

## 外部連結
- 【光復沙田．3】你所不知道的水泉澳：究竟是「蝗邨」還是「黃邨」？ （页面存档备份，存于）
- 民主派新屋邨水泉澳 力抗工聯會鄧家彪 （页面存档备份，存于）
- 【區議會選舉】多新移民水泉澳選情矚目　候選人：他們非鐵板一塊 （页面存档备份，存于）